# Echinussa praedatoria
Echinussa praedatoria là một loài nhện trong họ Salticidae.
Loài này thuộc chi Echinussa. Echinussa praedatoria được Eugen von Keyserling miêu tả năm 1877.